# Valentí Fàbrega
Valentín Fábrega Escatllar (Barcelona, 1931 - Colônia, 2024) foi um filólogo e teólogo catalão estabelecido em Colônia.

## Vida
Na sua etapa como jesuíta recebeu a formação habitual em Ciências humanas, filosofia e teologia, e completou esta última carreira com estudos bíblicos na Faculdade de Teologia Protestante da Universidade de Heidelberg e co'o doutorado na Universidade de Innsbruck (1969).
Despois duma breve docência na Faculdade de Teologia dos jesuítas em Sant Cugat del Vallès e na Universidade Pontifícia Comillas, deixou a Companhia de Jesus e trasladou-se a Colônia (Alemanha) em 1971. Recebeu uma bolsa de estudos da Fundação Alexander von Humboldt para investigação de dois anos então e acabou os estudos de filologia clássica (latim). Casado com Inga Weyer —catedrática de liceu e membro sinodal da Igreja Evangélica Renana— em 1971, e nacionalizado alemão em 1975, êle tem exercido de catedrático de liceu —de latim e religião católica— durante mais de vinte anos. Mais adiante deu classes na Faculdade de Filologia Românica da Universidade de Colônia de Língua e Literatura Espanholas. Aposentou-se em 1996. Desde então continua co'a sua tarefa de investigação, sobre tudo em Teologia, e notadamente em Eclesiologia e Escatologia.

## Obras

### Teologia

#### Artigos e conferências
- "Eschatologische Vernichtung bei Paulus", Jahrbuch für Antike und Christentum, 15 (1972), 37-65. (em alemão)
- "Die chiliastische Lehre des Laktanz", Jahrbuch für Antike und Christentum, 17 (1974), 126-146. (em alemão)
- "War Junia(s), der hervorragende Apostel (Rom 16,7), eine Frau?", Jahrbuch für Antike und Christentum, 27/28 (1984/1985), 47-64. (em alemão)
- "La perícopa de Cesarea de Filipo (Mc 8,27-33 y Mt 16,13-23) en la exégesis protestante alemana de las últimas décadas", Actualidad Bibliográfica, 56 (1991), 149-153. (em castelhano)
- "El Eclesiastés o el Libro de Qohélet objeto de intensa investigación actual", Actualidad Bibliográfica, 74 (2000), 174-184. (em castelhano)
- "La escatología de Qumrán", Actualidad Bibliográfica, 75 (2001), 5-17. (em castelhano)
- "El mite de Babel o la maledicció del plurilingüisme", Revista de Catalunya, 168 (2001), 36-46. (em catalão)
- "El Libro de Job: planteamientos y discrepancias", Actualidad Bibliográfica, 77 (2002), 5-15. (em castelhano)
- "La escatología de los apocalipsis canónicos (Is 24-27 y Dan)", Actualidad Bibliográfica, 80 (2003), 153-170. (em castelhano)
- "La escatología del apocalipsis de Juan", Actualidad Bibliográfica, 81 (2004), 5-23. (em castelhano)
- "El Seol y la muerte en el Antiguo Testamento: dos investigaciones recientes", Actualidad Bibliográfica, 88 (2007), 205-209. (em castelhano)
- "Verdad controvertida: memorias de Hans Küng", Actualidad Bibliográfica, 89 (2008), 28-32. (em castelhano)
- "Lactantius", Reallexikon für Antike und Christentum, XXII (2008), 795-825. (em alemão)
- "El ministerio eclesial en la sucesión apostólica", Actualidad Bibliográfica, 92 (2009), 175-178. (em castelhano)
- "Una aportación a la actualidad ecuménica alemana", Actualidad Bibliográfica, 94 (2010), 152-155. (em castelhano)
- "La Conferència Episcopal Catalana: un somni irrealitzable", Revista de Catalunya, 279 (2012), 9-20. (em catalão)
- "Cuestiones abiertas de escatología neotestamentaria", Actualidad Bibliográfica, 97 (2012), 5-18. (em castelhano)
- "La discrepancia actual de los objetivos ecuménicos", Actualidad Bibliográfica, 98 (2012), 188-194. (em castelhano)
- "Laktanz und die Apokalypse", dentro de: Jörg Frey, James A. Kelhoffer y Franz Tóth (Ed.), Die Johannesapokalypse, Kontexte – Konzepte – Rezeption, 709-754. (em alemão)
- "El Jesús histórico", Actualidad Bibliográfica, 99 (2013), 42-49. (em castelhano)
- "La escatología del Nuevo Testamento", Actualidad Bibliográfica, 99 (2013), 61-76. (em castelhano)
- "Procesos de canonización de textos religiosos", Actualidad Bibliográfica, 100 (2013), 175-178. (em castelhano)
- "Polémica en la literatura del cristianismo primitivo", Actualidad Bibliográfica, 100 (2013), 205-216. (em castelhano)
- "La crucifixión en la Antigüedad", Actualidad Bibliográfica, 101 (2014), 42-44. (em castelhano)
- "Una historia monacal increíble", Actualidad Bibliográfica, 102 (2014), 198-201. (em castelhano)
- "Teología y marco social-histórico de la fuente Q en la actual exégesis americana (USA y Canadá)", Actualidad Bibliográfica, 103 (2015), 41-48. (em castelhano)
- "Los milagros de los evangelios", Actualidad Bibliográfica, 104 (2015), 167-174. (em castelhano)

#### Livros
- La herejía vaticana, Siglo XXI, Madrid: 1996. (em castelhano)[3]
- Boeci, Consolació de la filosofía, texto revisado, introdução , notas e tradução, Bernat Metge, Barcelona: 2002. (em catalão)
- La dona de sant Pere, Fragmenta, Barcelona: 2007. (em catalão)[4]

### Literatura catalã

#### Artigos
- "«Ja veig estar a Déu ple de rialles» (113, 171): Déu en la poesia d’Ausiàs March", em: De orbis Hispani linguis litteris historia moribus, Festschrift für Dietrich Briesemeister, Axel Schönberger / Klaus Zimmermann (ed.), 353-371. (em catalão)
- "Ausiàs March i les expectatives apocalíptiques de la Catalunya medieval: un comentari al cant 72", Els Marges 54, (1995), 98-103. (em catalão)
- "Oh tu, mal fat (10,9): la problemàtica del fat en la poesia d’Ausiàs March", Revista de L'Alguer, 7 (1996), 251-267. (em catalão)
- "L’eròtica ovidiana i l’humanisme català: el mite d’Hermafrodit en les «Transformacions» de Francesc Alegre", Revista de l’Alguer, 9 (1998), 257-271. (em catalão)
- "Quan l’amor esdevé «hàbit vell»: Lectura del poema 121 del cançoner ausiasmarquià", Revista de l’Alguer, 10 (1999), 181-197. (em catalão)
- "La Consolació de la Filosofia en la versió catalana de Pere Saplana i Antoni Genebreda (1358/1362)", Zeitschrift für Katalanistik / Revista d’Estudis Catalans, 3 (1990), 33-49. (em catalão)
- "El Decameró català en la versió de 1429: la novel·la de Bernat d’Ast (I, 2)", Zeitschrift für Katalanistik / Revista d’Estudis Catalans, 5 (1992), 39-63. (em catalão)
- "Les Transformacions del poeta Ovidi segons la versió de Francesc Alegre: el mite de Pigmalió", Zeitschrift für Katalanistik / Revista d’Estudis Catalans, 6 (1993), 73-96. (em catalão)
- "El mite de Mirra en la versió de Joan Roís de Corella", dentro de: Vestigia fabularum, La mitología antiga a les literatures Catalana i castellana entre l’Edat Mitjana i la Moderna, Roger Friedlein y Sebastian Neumeister (ed.), Curial / PAM, (2004), 179-189. (em catalão)
- "«Com castigar malícia de fembra» (Terç del Crestià, I, cap. 95): La narrativa de Francesc Eiximenis en el seu context doctrinal", Estudis de Llengua i Literatura catalanes, Miscel·lània Albert Hauf 2, LXIII (2011), 17-29. (em catalão)

#### Livros
- «Veles e vents»: El conflicte eròtic a la poesia d’Ausiàs March, Pagès Editors, Lleida: 1998. (em catalão)

### Literatura espanhola
- "Die Rezeption der Antike in Góngoras «La fábula de Polifemo y Galatea»: Farbe, Licht und Schatten in seiner Darstellung der Tageszeiten", dentro de: Dulce et decorum est philologiam colere, Festschrift für Dietrich Briesemeister, Sybille Große und Axel Schönberger, Domus Editoria Europea, Berlin (1999), 211-231. (em alemão)
- "Amor y religión en el drama de Don Álvaro o La fuerza del sino", dentro de: Pasajes, Passages, Passagen, Homenaje a Christian Wentzlaff-Eggebert, Susanne Grundwald / Claudia Hammerschmidt / Valérie Heinen / Gunnar Nilsson (ed.), Universidad de Sevilla (2004), 19-214. (em castelhano)